# 破冰船冰川
73°37′S 166°10′E / 73.617°S 166.167°E
破冰船冰川是南極洲的冰川，位於維多利亞地的博克格雷溫克海岸，處於蒙蒂格爾山東北面16公里，發源自登山家山脈，最終注入紐恩斯夫人灣，由新西蘭探險隊命名。